# Culto della personalità di Hugo Chávez

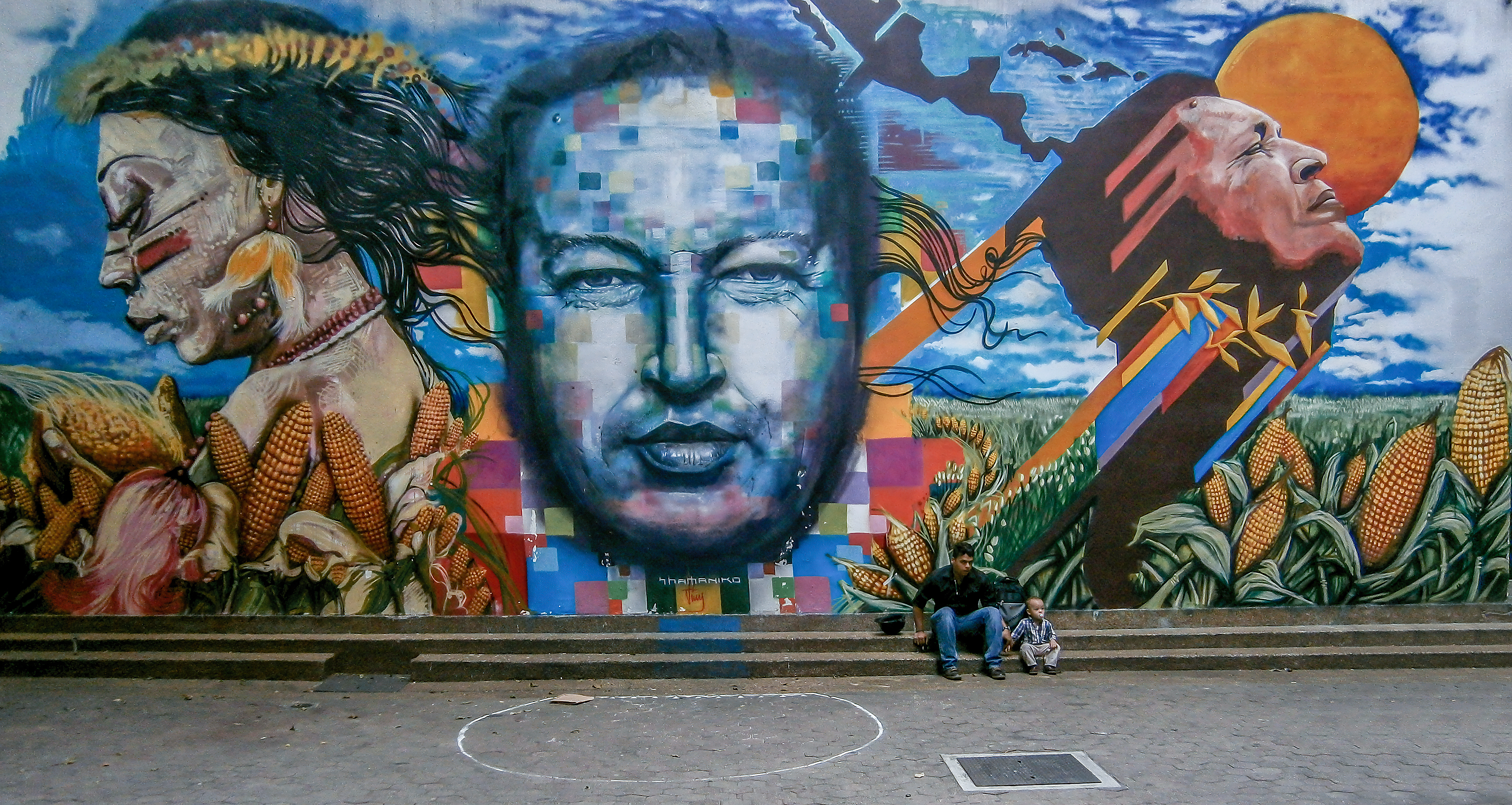
Murale di Hugo Chávez e la sua ascensione al paradiso.

In Venezuela, si è formato un culto della personalità intorno all'ex presidente Hugo Chávez: il leader venezuelano riceveva il supporto della popolazione attraverso il suo carisma e utilizzando i fondi del petrolio per i più poveri.
Sin dalla sua morte, i seguaci noti come "Chavistas" sostengono che in realtà sia avvenuta una "transizione verso l'immortalità" e si riferiscono a Chávez come il "comandante eterno". Ovviamente questo culto è a livello ideologico, per proseguire ciò che Chavez ha iniziato: un Venezuela e Latino América libero dalle ingiustizie, disuguaglianze e povertà. Tra i suoi sostenitori, Chávez è stato paragonato a figure sante, in particolare dal successore Nicolás Maduro.

## Contesto
Secondo Tomas Straka della Universidad Andrés Bello, il culto della personalità di Chávez iniziò in seguito al tentato colpo di stato del 1992 guidato da Chávez, quando alcuni venezuelani "non riuscirono a vedere nessuna soluzione ai propri problemi fondamentali e cominciarono a vedere in Chávez un salvatore, o un vendicatore di quei gruppi che non avevano speranza". Sin dall'inizio del regime di Chávez nel 1999, il governo venezuelano manipolò il popolo con programmi sociali che lo ritraevano come un grande leader. Le difficoltà che attraversò Chávez durante la sua presidenza, come il tentato colpo di stato del 2002, fece provare compassione tra i suoi seguaci ed incrementò il suo sostegno.
Alla morte di Chávez, le speculazioni riguardo alle possibili reazioni dei chavisti furono confrontate al dolore di coloro che in Corea del Nord rimasero a lutto per la morte di Kim Jong-il, e uno studente latinoamericano della Università della California, Santa Barbara, Juan Pablo Lupi, affermò che la creazione del culto della personalità di Chávez era "molto avanzata, tutto questo processo di mistificazione e di appellazione alle emozioni e al sentimento religioso del popolo. Ciò è un qualcosa che è quasi religioso". La spiegazione di Lupi era simile a quella di Juan Carlos Bertorelli, direttore creativo di una compagnia pubblicitaria di Caracas e Larry Birns, direttore del Council on Hemispheric Affairs. Carlos Bertorelli affermò che il governo bolivariano creò un culto della personalità intorno a Chávez per "mantenere una presenza che lo legittimi" mentre Birns sostenne che "Per molti all'interno del movimento, Chávez, o il movimento dei Chavistas nei confronti di un'istanza religiosa, è più una questione di fede piuttosto che di strategia".

## Immagine religiosa

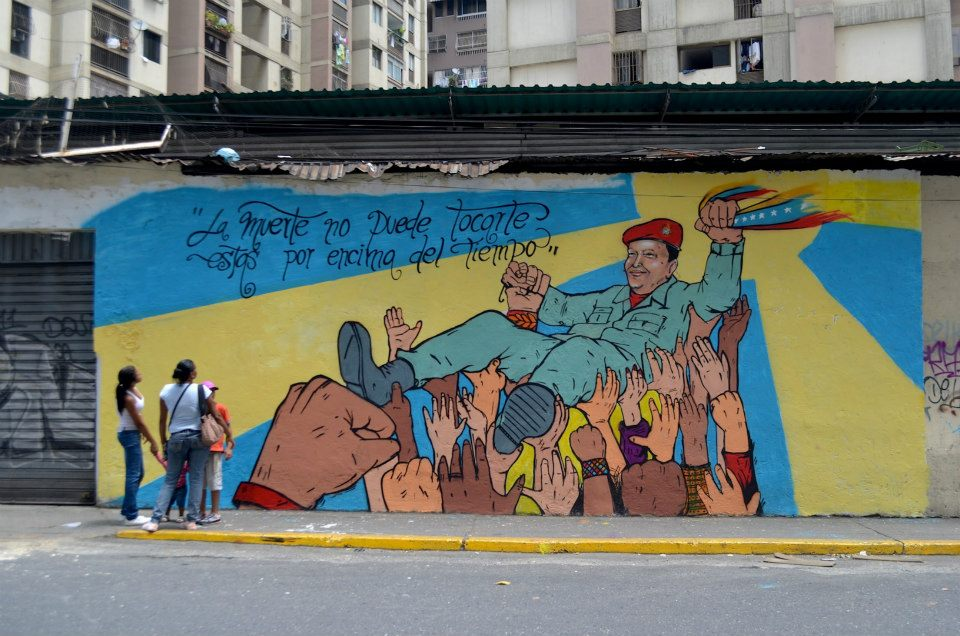
Un murale con Chávez dove è scritto: "La morte non può toccarti, tu sei al di sopra del tempo".

Secondo Associated Press, "il lascito di Chávez ha assunto un bagliore religioso in Venezuela" e che "sono diventati molto diffusi rosari adornati con il volto di Chávez, santuari e immagini che lo ritraggono con una croce cristiana". Nel 2014, coloro che furono coinvolti nell'istruzione e nell'opposizione al governo accusarono il nuovo programma educativo venezuelano di rendere Chávez "messianico", come il "liberatore del Venezuela" e come "un nuovo Dio". Mentre affermava che l'opposizione stava festeggiando per la siccità che il Paese stava attraversando agli inizi del 2014, il presidente Maduro disse che la stagione delle piogge era arrivata grazie a "Chávez e Dio" che soffiarono insieme le nuvole.

### Controversia della preghiera "Nostro Chávez"
Ad un convegno del PSUV tenuto il 1º settembre 2014, i partecipanti recitarono una versione modificata del Padre Nostro, intitolata "L'orazione del delegato" (Oración del Delegado).
Tale versione fu presentata da María Uribe, un delegato del Comitato sulla comunicazione e propaganda del PSUV-Táchira, che recitò le seguenti parole:

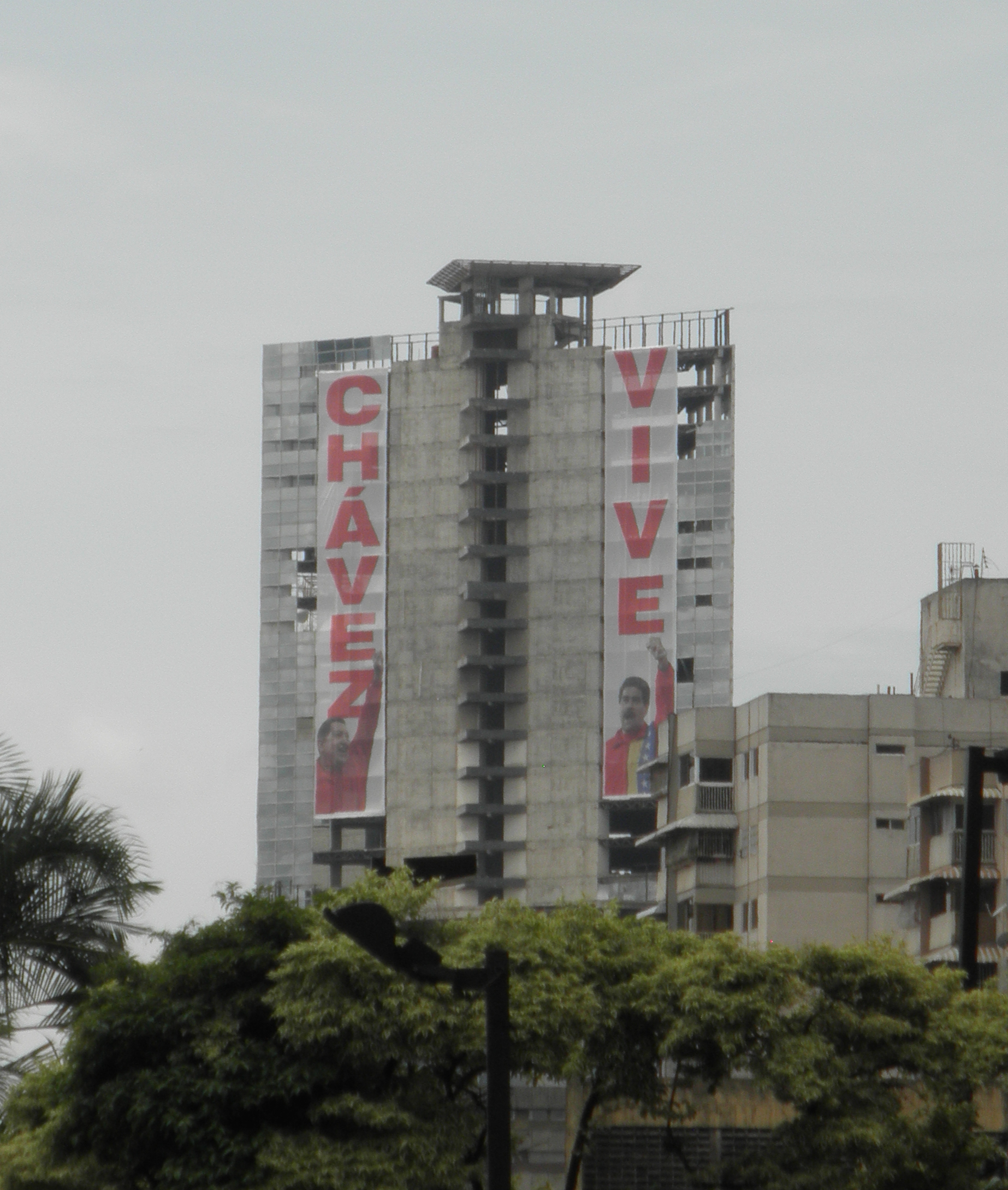
Centro Financiero Confinanzas, il terzo edificio più alto del Venezuela e il settimo del Sud America, con degli striscioni dove è scritto "Chávez vive".

La CNN riportò che la comunità cristiana in Venezuela si sentì offesa, affermando che "le parole di una preghiera trovate nei libri di Matteo e Luca nella Bibbia non devono essere cambiati per fare propaganda politica o per qualsiasi altro scopo". Un'altra reazione interna arrivò dal quotidiano venezuelano di estrema destra La Verdad, che paragonò l'atto a qualcosa "proveniente dalla mente di Joseph Goebbels, il padre della Propaganda nella Germania nazista". La Chiesa cattolica del Venezuela criticò la versione alterata tramite un comunicato firmato dalle figure più importanti dell'organizzazione, dove si affermò che il Padre nostro è "intoccabile" e che chiunque recita la versione modificata compie il peccato di idolatria. Baltazar Porras, arcivescovo di Mérida, disse che tale atto non rappresentò "nulla di nuovo" negli anni successivi alla rivoluzione bolivariana e che il governo venezuelano voleva "avvitare i principi e i valori che la rivoluzione vuole imporre, una specie di religione secolare".
Maria Uribe, la prima a recitare la controversa "preghiera", rispose alle critiche affermando che la "preghiera dei delegati" era stata creata per riflettere su "cosa significasse essere come Chávez", da lei descritto come "un esempio di solidarietà, amore, umanità e onestà". Il presidente Maduro respinse la risposa della Chiesa cattolica sostenendo che essa stava cercando di implementare una "nuova inquisizione", ed incoraggiò i cittadini a recitare quello che chiamò una "poesia" per seguire i "valori di Chávez". Anche il presidente dell'Assemblea nazionale Diosdado Cabello criticò la Chiesa cattolica affermando che essa dovrebbe preoccuparsi di questioni più importanti.
Il direttore del dipartimento per l'America latina di Deutsche Welle, Uta Thofern, rispose all'azione dicendo che "il movimento bolivariano pare abbia smesso di essere un movimento politico per diventare un culto fanatico" ed essendo tedesca, temeva che i leader bolivariani "usassero con cognizione di causa i simboli e gli strumenti religiosi, abusando dei bisogni spirituali delle persone" con metodi che furono visti sotto la "dittatura tedesca". Ennio Cardozo, uno scienziato politico all'Univeristà centrale del Venezuela, afferma che un tale atto come il "Nostro Chávez" rappresenta "lo sforzo del governo venezuelano per sostenere la sua legittimità".

## Analisi

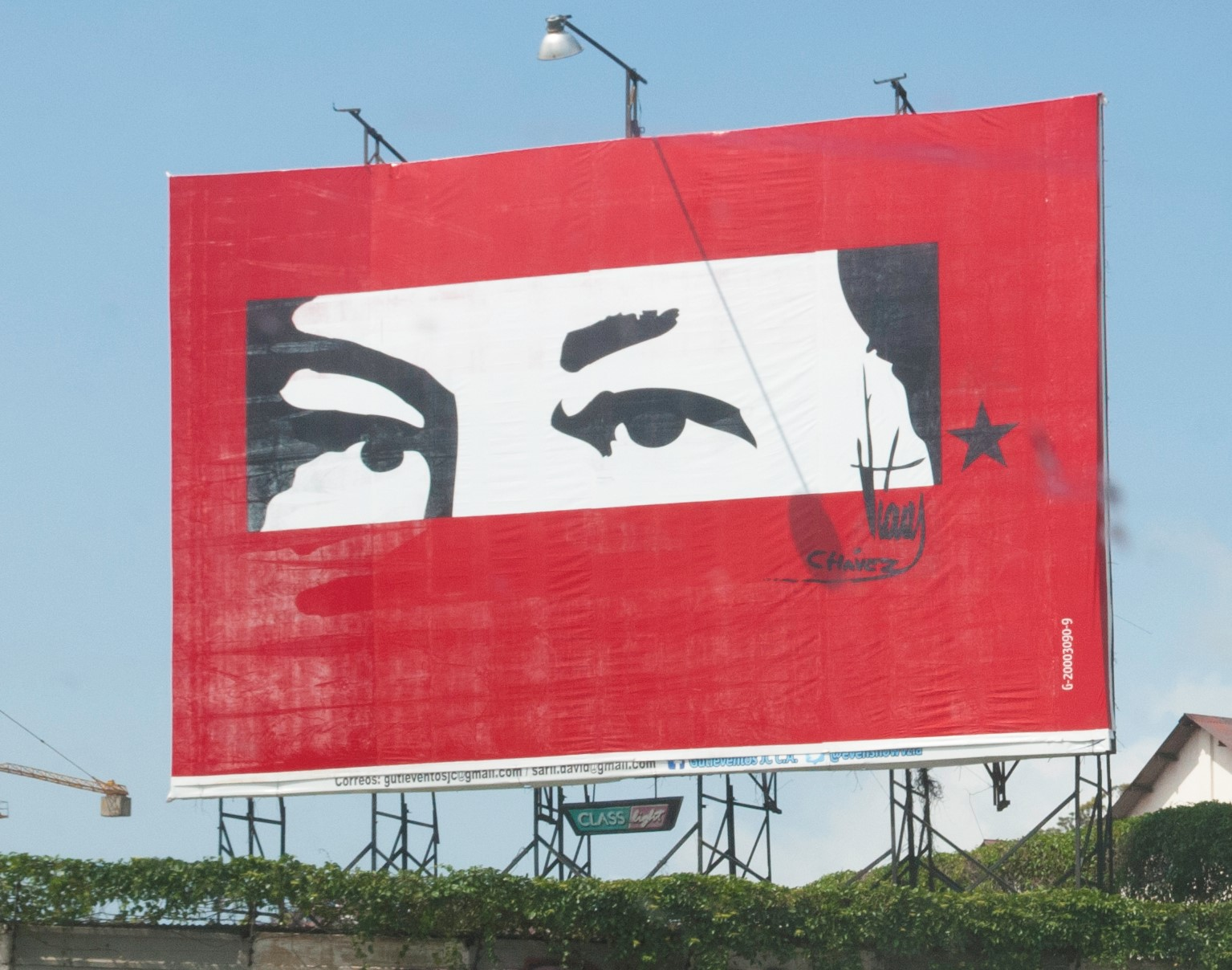
Un cartellone con gli occhi di Hugo Chávez e la sua firma fotografato a Guarenas.

Lo studente di letteratura latinoamericana alla UCSB, Juan Lupi, vide dei parallelismi tra la venerazione di Chávez e quella di Evita Peron in Argentina. In un articolo scritto dallo Spiegel Online riguardo al funerale di Chávez, si afferma che "La sua ultima processione è anche una maratona televisiva, presentata con il tono di un sermone, durante la quale Chávez, il combattente per la libertà Simón Bolívar e Gesù Cristo si uniscono in una sola persona."
Secondo un rapporto del 2014 intitolato Faces and Traces of a Leader. Hugo Chavez: Memory of a People e realizzato dal Centro nazionale per la storia del governo venezuelano, l'opera di propaganda degli occhi di Chávez dovrebbe rappresentare uno "sguardo vigile e protettivo" e far provare quel sentimento di trasparenza o fiducia. È stato notato che da quando Chávez non c'è più fisicamente, per i sostenitori del governo bolivariano i suoi occhi rappresentano un Chávez "onnipresente" che ricorda agli elettori il loro "impegno ideologico". Alcune persone che hanno lavorato al rapporto affermano che tale rappresentazione instilla una presenza di Chávez, una sensazione paragonata alla figura orwelliana del Grande Fratello.